# Тайлер Поузі
Тайлер Гарсіа Поузі (англ. Tyler Garcia Posey) — американський актор та співак, найбільш відомий за роллю Скота Маккола у молодіжному телесеріалі «Вовченя».

## Біографія
Народився 18 жовтня 1991 року у Санта-Моніці, штат Каліфорнія, США. Його батько — актор та письменник Джон Поузі. Акторську кар'єру Тайлер розпочав ще у дитинстві, спочатку це був просто інтерес до мистецтва, сцени та музики. Батько часто брав його з собою на сцену, так Тайлер почав свою акторську кар'єру. З 8 років він вже постійно працював на телебаченні та в кіно. Окрім акторської діяльності, Тайлер — співак, автор музичних композицій; він лідер та басист у музичному гурті в Санта-Карліта.

## Кар'єра
Беручи участь у зйомках в кіно та на телебаченні вже десять років, Поузі також є лідером гурту «Lost In Костко», де він співає та грає на бас-гітарі. Початком його кар'єри у великому кіно вважається стрічка «Покоївка з Мангеттену», де Поузі зіграв роль сина покоївки Марії, котру грає Дженніфер Лопес. Проте найуспішнішою вважається роль у серіалі «Вовченя», де Поузі зіграв головну роль, завдяки котрій його неодноразово порівнювали з Тейлором Лотнером, котрому він програв у сутичці за роль Джейкоба у стрічці «Сутінки».

## Особисте життя
Поузі заручився зі своєю коханою дитинства Шоною Горлік у 2013 році. Того ж року пара розірвала заручини після десяти років стосунків.
Мати Поузі, Сінді Тереза Гарсія, померла від раку молочної залози в грудні 2014 року. П'ятий сезон «Вовченя» був присвячений її пам'яті.
У жовтні 2020 року в інтерв'ю Поузі розповів, що почав курити марихуану у віці 12 років і розвинув залежність. Тоді Поузі заявив, що був тверезим 71 день. У березні 2021 року Поузі заявив, що він більше не тверезий, але додав, що він багато чого навчився зі свого досвіду тверезості.
Крім того, у жовтні 2020 року Поузі розповів, що мав стосунки з чоловіками і не любить клеймити свою орієнтацію. У липні 2021 року Поузі виступив як квір та sexually fluid.
Він почав зустрічатися зі співачкою Фем у 2020 році, а в лютому 2022 року вони оголосили про заручини. Вони одружилися в жовтні 2023 року.

## Фільмографія
| Рік         | Назва                        | Роль           | Примітка                   |
| ----------- | ---------------------------- | -------------- | -------------------------- |
| 2000        | Люди честі                   | хлопчик        | немає у титрах             |
| 2002        | Відшкодування збитків        | Мауро          |                            |
| 2002        | Без сліду                    | Роберт         | 1 серія (1.06)             |
| 2002        | Покоївка з Мангеттену        | Тай Вентура    |                            |
| 2001 — 2004 | Доктор                       | Рауль Ґарсіа   | 86 серій                   |
| 2005        | Сью Томас: Пильний детектив  | Денні          | 1 серия (3.12)             |
| 2005        | Навиворіт                    | Оберт          |                            |
| 2005        | На Захід'                    | Ейб Уілер      | 1 серія (1.03)             |
| 2006        | Таємниці Смолвіля            | Хавьєр Рамірез | 1 серія (6.09)             |
| 2006 — 2007 | Брати та сестри (мінісеріал) | Ґебріел Ведон  | 3 серії (1.04, 1.08, 1.11) |
| 2007        | Верітас: Принц правди        | Маус Ґонзалез  |                            |
| 2009        | Лінкольн Хайтс (телесеріал)  | Ендрю Ортега   | 7 серій (4.04-4.10)        |
| 2010        | Легендарний                  | Біллі Барроу   |                            |
| 2011        | Наша угода                   | Лакі           | короткометражка, кліп      |
| 2011 — 2017 | Вовченя                      | Скот Макколл   | головна роль               |
| 2012        | Біла жаба                    | Дуґ            |                            |
| 2013        | Дуже страшне кіно 5          | Девід          |                            |
| 2016        | Йогануті                     | Гордон Грінліф |                            |
| 2018        | Крамниця тако                | Смоукс         |                            |
| 2018        | Правда або дія               | Лукас          |                            |
| 2019        | The Last Summer              | Рікі Сантос    |                            |
| 2020        | Наодинці                     | Ейдан          |                            |
| 2023        | Вовченя: Фільм               | Скот Макколл   |                            |
| 2025        | Крикоплавчик                 | Майк           |                            |